# D'Urvillovo moře

Znázornění trasy d'Urvillovy expedice; d'Urvillovo moře je přibližně vymezeno horní třetinou její trajektorie, 60. rovnoběžkou a pobřežím Antarktidy

D'Urvillovo moře je okrajovým mořem Jižního oceánu, nacházející se severně od pobřeží Adéliny země v Antarktidě. Nese jméno po Julesovi Dumont d'Urvillovi, francouzském výzkumníkovi a důstojníkovi francouzského námořnictva, který se v těchto vodách plavil v rámci své expedice na přelomu let 1839 a 1840.